# Gravicalymene
Gravicalymene — рід  трилобітів з родини Calymenidae ряду Phacopida. Існував з середнього ордовика по ранній девон (461-392 млн років тому).

## Види
- Gravicalymene angustior Chapman 1915 — девон-силур, Австралія, Нова Зеландія
- Gravicalymene arcuata Price, 1982 — Велика Британія
- Gravicalymene capitovata Siveter 1977 — ордовик, Норвегія
- Gravicalymene convolva Shirley 1936 — ордовик, Велика Британія
- Gravicalymene quadrata King 1923 — ордовик, Велика Британія
- Gravicalymene quadrilobata Chatterton 1971 — девон, Австралія
- Gravicalymene truncatus Ross 1979 — ордовик, США